# Žan Medved
Žan Medved (* 14. června 1999, Slovenj Gradec) je slovinský fotbalový útočník a bývalý mládežnický reprezentant, od července 2023 hráč slovenského klubu FC Košice. Mimo Slovinsko působil na klubové úrovni v Itálii, Polsku a na Slovensku. Nastupuje ve středu útoku.

## Klubová kariéra
Je odchovancem mužstva NK Maribor, odkud v průběhu mládeže odešel nejprve do celku NK Aluminij (zde si připsal i start v "áčku" a dal v něm i gól) a následně do Olimpije Lublaň.

### NK Fužinar (hostování)
Před sezonou 2018/19 odešel z Olimpije na hostování do tehdy druholigového NK Fužinaru, kde dostal první větší šanci v seniorské kategorii. Ligovou premiéru v dresu Fužinaru absolvoval v prvním kole hraném 4. srpna 2018 proti klubu NK Ankaran (remíza 1:1), odehrál 65 minut a vstřelil gól na 1:0. Podruhé v ročníku se střelecky prosadil ve třetím kole proti týmu NK Tabor Sežana (výhra 2:1), trefil se v 72. minutě. Následně se trefil v dalším kole v souboji s mužstvem NK Brežice 1919 (výhra 4:0), když ve 20. minutě dal branku na 2:0. Svůj čtvrtý gól v sezoně zaznamenal 15. 9. 2018 proti klubu NK Dob, když vstřelil jedinou branku v zápase. 29. září 2019 v devátém kole se opět střelecky prosadil, když v souboji s týmem NK Krka otevřel skóre utkání. Fužinar nakonec podlehl soupeři v poměru 1:3. Pošesté v ročníku skóroval proti celku ND Ilirija 1911 (výhra 4:2). Svoji sedmou branku v sezóně dal v 11. kole hraném 14. 10. 2018 v souboji s mužstvem NK Radomlje (remíza 1:1), v 10. minutě otevřel stav střetnutí. Následně vsítil tři góly v 16. a 17. kole, kdy nejprve dvakrát skóroval v odvetě s Ankaranem (výhra 3:0) a jeden gól dal do sítě klubu NK Bravo (výhra 3:2).

### Vis Pesaro dal 1898 (hostování)
V lednu 2019 zamířil hostovat do Itálie, kde podepsal smlouvu s týmem Vis Pesaro dal 1898 ze třetí nejvyšší soutěže. Svůj první start za tento celek zaznamenal ve 31. kole 17. března 2019 v souboji s týmem F.C. Südtirol. Na trávník přišel jako střídající hráč v 84. minutě, ale domácí porážce 0:1 nezabránil.

### NK Fužinar (druhé hostování)
Před sezonou 2019/20 odešel podruhé na hostování do Fužinaru. Obnovenou ligovou premiéru v dresu NK zažil proti Dobu v prvním kole hraném 27. 7. 2019. Střetnutí se mu nadmíru vydařilo, jelikož v něm vstřelil dvě branky a podílel se na vítězství 2:1. Svůj třetí gól v ročníku zaznamenal v následujícím kole v souboji s ND Bilje, když v 67. minutě srovnával na konečných 1:1. 31. srpna 2019 dal hattrick proti mužstvu NK Dekani (výhra 4:1), skóroval ve 34., v 74. a 79. minutě. Následně se střelecky prosadil v souboji s klubem NK Brda (výhra 2:1). Poosmé v sezoně se trefil 25. 9. 2019 v desátém kole proti týmu NK Nafta 1903 (remíza 1:1), ve 45. minutě otevřel skóre střetnutí. Svoji devátou branku v ročníku zaznamenal ve 13. kole v souboji s mužstvem NK Dravograd (výhra 2:0), prosadil se v 60. minutě. V 15. až 17. kole dal dohromady čtyři góly, po dvou brankách skóroval do sítí klubů NK Drava Ptuj (výhra 4:0) a ND Bilje (výhra 2:0) Počtrnácté v sezoně dal gól v souboji s celkem NK Rogaška (výhra 2:1).

### ŠK Slovan Bratislava
V lednu 2020 zamířil na Slovensko, kde se stal posilou do budoucna pro úřadujícího mistra ŠK Slovan Bratislava. Napodobil tak řeckého fotbalistu Georgiose Tzovarase, který přišel v létě 2019.

#### Sezóna 2019/20
Svůj první ligový zápas za "belasé" absolvoval ve 20. kole hraném 22. února 2020 proti týmu AS Trenčín (výhra 2:0), na trávník přišel v 81. minutě místo Rafaela Ratãa Poprvé za Slovan skóroval ve 23. kole, když dal jedinou a tudíž vítěznou branku v souboji s mužstvem MFK Ružomberok (výhra 1:0). Slovanu pomohl k obhajobě titulu z předešlého ročníku 2018/19. Svoji druhou branku v ročníku za "belasé" dal 1. července 2020 ve šlágru kola s klubem FC DAC 1904 Dunajská Streda (výhra 3:1), když ve 21. minutě vyrovnával na 1:1. S "belasými" ve stejném ročníku triumfoval i ve slovenském poháru a získal tak s týmem „double“.

#### Sezóna 2020/21
Za Slovan se trefil v zápas druhého předkola Evropské ligy UEFA 2020/21 proti finskému týmu Kuopion Palloseura, se kterým po prohře 1:2 po penaltovém rozstřelu společně se svými spoluhráči ze soutěže vypadl. Poprvé a podruhé v sezoně skóroval v úvodním kole proti mužstvu FC Nitra, trefil se nejprve ve 12. minutě na 1:0 po zmatcích v soupeřově obraně a následně ve 49. minutě zvyšoval po přihrávce Aleksandara Čavriće na konečných 5:0. Svůj třetí gól v sezoně zaznamenal 12. 9. 2020 v derby se Spartakem Trnava (výhra 2:0), když ve 13. minutě po centru Rafaela Ratãa otevřel skóre zápasu. Počtvrté v ročníku se trefil v desátém kole proti klubu ŠKF iClinic Sereď, když v první minutě vstřelil úvodní branku střetnutí. "Belasí" porazili svého soupeře na domácím trávníku v poměru 3:0. Na jaře 2021 získal Slovan již třetí ligový primát v řadě a Medved se na tomto úspěchu částečně podílel.

#### Sezóna 2022/23
Před ročníkem 2022/23 bylo zveřejněno na oficiálních webových stránkách Slovanu Bratislava, že Medved zamířil na rok hostovat do srbského celku FK Novi Pazar. Později však bylo hostování zrušeno nebo se zřejmě nakonec vůbec neuskutečnilo, protože hráč se připravoval s juniorkou neboli rezervou Slovanu tehdy hrající druhou ligu. S "áčkem" Slovanu se probojoval do skupinové fáze Evropské konferenční ligy UEFA 2022/2023, v předkolech Evropských pohárů však nastoupil jen k jednomu střetnutí. Se Slovanem Bratislava byl zařazen do základní skupiny H, kde zažil tým konfrontaci se soupeři: FC Basilej (Švýcarsko), FK Žalgiris (Litva) a FC Pjunik Jerevan (Arménie). V ní však nenastoupil, protože nebyl kvůli opětovnému dlouhodobému zranění zařazen na soupisku pro Evropskou konferenční ligu UEFA. Jeho spoluhráči postoupili se ziskem 11 bodů jako vítěz skupiny poprvé v novodobé historii Slovanu Bratislava do jarní vyřazovací fáze některé evropské pohárové soutěže. Ani v té však nehrál, jelikož v lednu 2023 odešel. Na konci sezony vybojoval Slovan historicky pátý titul v řadě, na jehož zisku se Medved částečně podílel.

### Wisla Krakov (hostování)
V zimním přestupovém období sezony 2020/21 odešel ze Slovanu na půlroční hostování bez opce na přestup do polského týmu Wisla Krakov, kde se měl dostat do zápasové praxe před Mistrovstvím Evropy hráčů do 21 let 2021. Ligový debut v drese Wisla si odbyl 31. ledna 2021 v souboji s Piastem Gliwice (prohra 3:4), odehrál 22 minut.

### NK Celje (hostování)
V létě 2021 se vrátil hostovat do Slovinska, v němž působil v mužstvu NK Celje. Svůj první ligový start si zde připsal 18. 7. 2021 proti klubu NK Maribor (prohra 2:3), nastoupil na 86 minut. Poprvé během tohoto angažmá se střelecky prosadil v následujícím druhém kole v souboji s týmem NK Tabor Sežana, když ve 49. minutě vsítil z penalty jediný a tudíž vítězný gól zápasu. Svoji druhou branku v lize zaznamenal proti mužstvu NK Domžale (výhra 3:1), když v 52. minutě dával na 2:1. Potřetí v ročníku se trefil v 11. kole hraném 27. září 2021 v odvetě s Taborem Sežana (remíza 2:2), když v 75. minutě snižoval na 1:2.

### MFK Skalica (hostování)
V zimním přestupovém období ročníku 2022/23 zamířil opět hostovat, tentokrát do klubu MFK Skalica, tehdy nováčka slovenské nejvyšší soutěže. Ligový debut zde absolvoval v 19. kole v souboji s týmem MŠK Žilina (prohra 0:1), když odehrál 77 minut. Poprvé a zároveň i naposledy běheme tohoto působení skóroval 19. 2. 2023 proti Tatranu Liptovský Mikuláš (výhra 3:0), když v 68. minutě zvyšoval z penalty na průběžných 2:0. Na jaře 2023 bojoval se Skalicou o záchranu, která se zdařila.

### FC Košice
Před sezonou 2023/24 Slovan definitivně opustil a podepsal dvouletou smlouvu s týmem FC Košice, tehdejším nováčkem slovenské první ligy.

## Klubové statistiky
Aktuální k 7. červnu 2024
| Sezona    | Klub                        | Soutěž       | Zápasy | Góly |
| --------- | --------------------------- | ------------ | ------ | ---- |
| 2015/2016 | NK Aluminij                 | 1. SNL       | 1      | 1    |
| 2016/2017 | NK Aluminij                 | 1. SNL       | 0      | 0    |
| 2017/2018 | NK Olimpija Lublaň          | 1. SNL       | 0      | 0    |
| 2018/2019 | NK Fužinar (host.)          | 2. SNL       | 17     | 10   |
| 2018/2019 | Vis Pesaro dal 1898 (host.) | Serie C      | 2      | 0    |
| 2019/2020 | NK Fužinar (host.)          | 2. SNL       | 19     | 14   |
| 2019/2020 | ŠK Slovan Bratislava        | Fortuna liga | 5      | 2    |
| 2020/2021 | ŠK Slovan Bratislava        | Fortuna liga | 17     | 4    |
| 2020/2021 | Wisla Krakov (host.)        | Ekstraklasa  | 13     | 0    |
| 2021/2022 | NK Celje (host.)            | 1. SNL       | 21     | 3    |
| 2022/2023 | ŠK Slovan Bratislava        | Fortuna liga | 8      | 0    |
| 2022/2023 | MFK Skalica (host.)         | Fortuna liga | 8      | 1    |
| 2023/2024 | FC Košice                   | Niké liga    | 28     | 9    |